# Villers-Outréaux
Villers-Outréaux é uma comuna francesa na região administrativa de Altos da França, no departamento do Norte. Estende-se por uma área de 7.09 km². Em 2010 a comuna tinha 2 155 habitantes (densidade: 303,9 hab./km²).